# Sarcocornia
Sarcocōrnia  (лат.) — род растений семейства Амарантовые (Amaranthaceae). Это относительно молодой таксон, составленный в 1978 году из растений, ранее относившихся к родам Солерос (Salicornia) и Arthrocnemum. Объединяет суккулентные кустарнички, произрастающие на увлажнённых засолённых почвах в затопляемой полосе морских побережий (осушках, маршах) и по берегам солёных озёр. По внешним характеристикам похожи на солерос, но в отличие от него многолетние растения, к тому же имеющие особую морфологию цветка. Распространены в Западной и Южной Европе, Северной и Южной Африке, Америке и Австралии. Род, по разным оценкам, состоит из 15—26 видов, 12 из которых встречаются на юге Африки. Вопрос о систематическом положении рода и его видов остаётся открытым.
Название является производным от двух античных слов: древнегреческого σάρξ (или σαρκός — мясо, плоть) и латинского cornu (рог, рожок). Некоторые виды культивируют и употребляют в пищу в качестве составной части салатов и овощных гарниров.

## Распространение
Область распространения охватывает тёплые умеренные и субтропические широты обоих полушарий. В Западной и Южной Европе распространены 2 вида: S. perennis и S. fruticosa, главным образом на побережье Атлантики и Средиземного моря. Кроме Европы, оба вида растут на побережье Северной Африки, а S. fruticosa к тому же на Кипре, в Израиле, Иордании и Саудовской Аравии. В Африке встречается 14 видов; помимо двух перечисленных, все остальные сконцентрированы в южной части континента — в ЮАР, Намибии и Мозамбике. В Северной Америке растёт 8 видов, в Австралии, Новой Зеландии и на Тасмании— 3 вида.
В Новом Свете растение встречается не только на морском побережье, но также во внутренних областях материка (в Южной Америке — только в Андах). В остальных случаях это типичное растение приморских пляжей, ватт, маршей и других биотопов, так или иначе связанных с воздействием приливов. Как и все представители подсемейства Salicornioideae, растения из рода Sarcocornia светолюбивы и практически не встречаются в замкнутых сообществах вроде мангровых лесов.

## Ботаническое описание
Как и в случае с солеросом, определение конкретного вида из рода Sarcocornia по морфологическим признакам сильно затруднено, если вообще возможно. Основной проблемой в идентификации называют очень малое количество внешних характеристик, которыми обычно пользуются систематики, использующие не связанные с генетикой методы исследования.

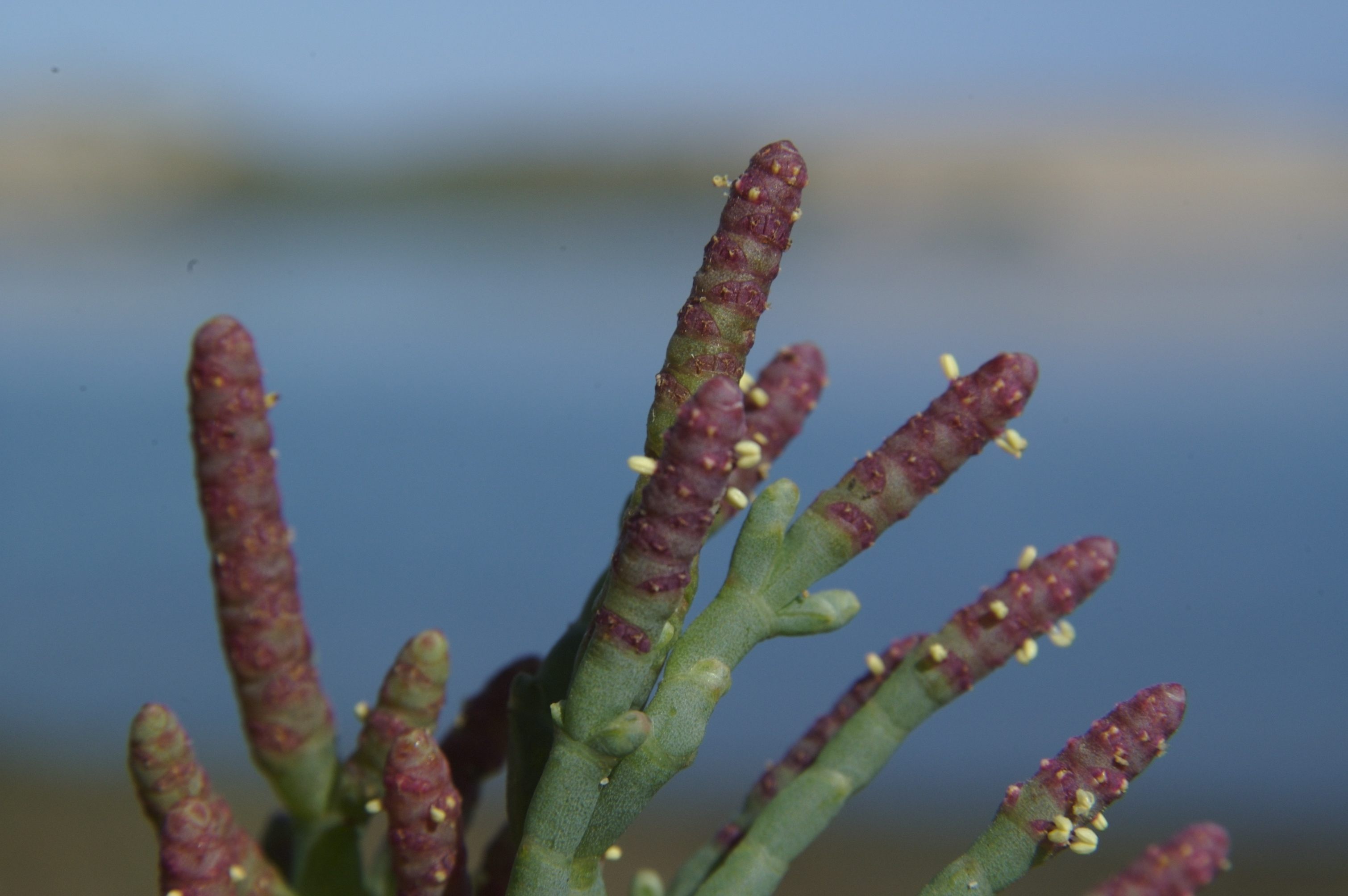
Соцветие Sarcocornia pacifica

В общем случае это суккулентные карликовые кустарнички с прямостоячим или ползучим мясистым стеблем. Молодой стебель состоит из ярко выраженных сегментов и мягкий на ощупь, однако с ростом деревенеет и становится более сглаженным. У некоторых видов стелющийся по земле стебель способен образовывать новые побеги в межузловой области сегментов. Листья редуцированы, выглядят короткими треугольными чешуйками в основании каждого сегмента, которые буквально врастают в мякоть стебля. Каждый сегмент побега включает в себя одну пару листьев, расположенных в супротивном порядке. Верхние сегменты стебля плодоносные, образуют колосовидное соцветие. Каждый колос соцветия состоит из 3—12 цветков, основанием вросших в мякоть сегмента и выстроенных в одну линию в форме зонтика. Цветки обоеполые или однополые, состоят из пары сочных околоцветников, одной или двух тычинок, и двух или трёх столбиков. В отличие от представителей рода Arthrocnemum, семя видов Sarcocornia имеет перепончатую, опушённую оболочку и не имеет периспермия (особой питательной ткани).

## Систематика
Род Sarcocornia был описан в 1978 году сотрудником Бирмингемского университета Эндрю Скоттом из видов, ранее включённых в роды Солерос (Salicornia) и Arthrocnemum. Основанием ревизии были названы три фактора: многолетний жизненный цикл (в противовес однолетнему у солероса), выстраивание цветков в колосе в одну линию (у Salicornia они образуют треугольник) и особое строение семени (у Arthrocnemum и других групп подсемейства Salicornioideae присутствует периспермий). Выделенные виды ближе к кустарникам, нежели чем к травянистым растениям. Часть авторов не поддержало это разделение, посчитав его необоснованным.
Нижеследующий список видов указан в соответствии со списком подтверждённых таксонов в проекте The Plant List (версия 1.1, 2013). Он может отличаться в той или иной системе классификации.
| - Sarcocornia blackiana (Ulbr.) A.J.Scott - Sarcocornia capensis (Moss) A.J.Scott - Sarcocornia decumbens (Toelken) A.J.Scott - Sarcocornia decussata S.Steffen, Mucina & G.Kadereit - Sarcocornia freitagii S.Steffen, Mucina & G.Kadereit - Sarcocornia fruticosa (L.) A.J.Scott - Sarcocornia globosa Paul G. Wilson - Sarcocornia littorea (Moss) A.J.Scott - Sarcocornia mossambicensis Brenan - Sarcocornia mossiana (Toelken) A.J.Scott | - Sarcocornia natalensis (Bunge ex Ung.-Sternb.) A.J.Scott - Sarcocornia pacifica (Standl.) A.J.Scott - Sarcocornia perennis (Mill.) A.J.Scott - Sarcocornia pillansii (Moss) A.J.Scott - Sarcocornia pulvinata (R.E. Fr.) A.J.Scott - Sarcocornia quinqueflora (Bunge ex Ung.-Sternb.) A.J.Scott - Sarcocornia tegetaria S.Steffen, Mucina & G.Kadereit - Sarcocornia terminalis (Toelken) A.J.Scott - Sarcocornia utahensis (Tidestr.) A.J.Scott - Sarcocornia xerophila (Toelken) A.J.Scott |